# Origami modular

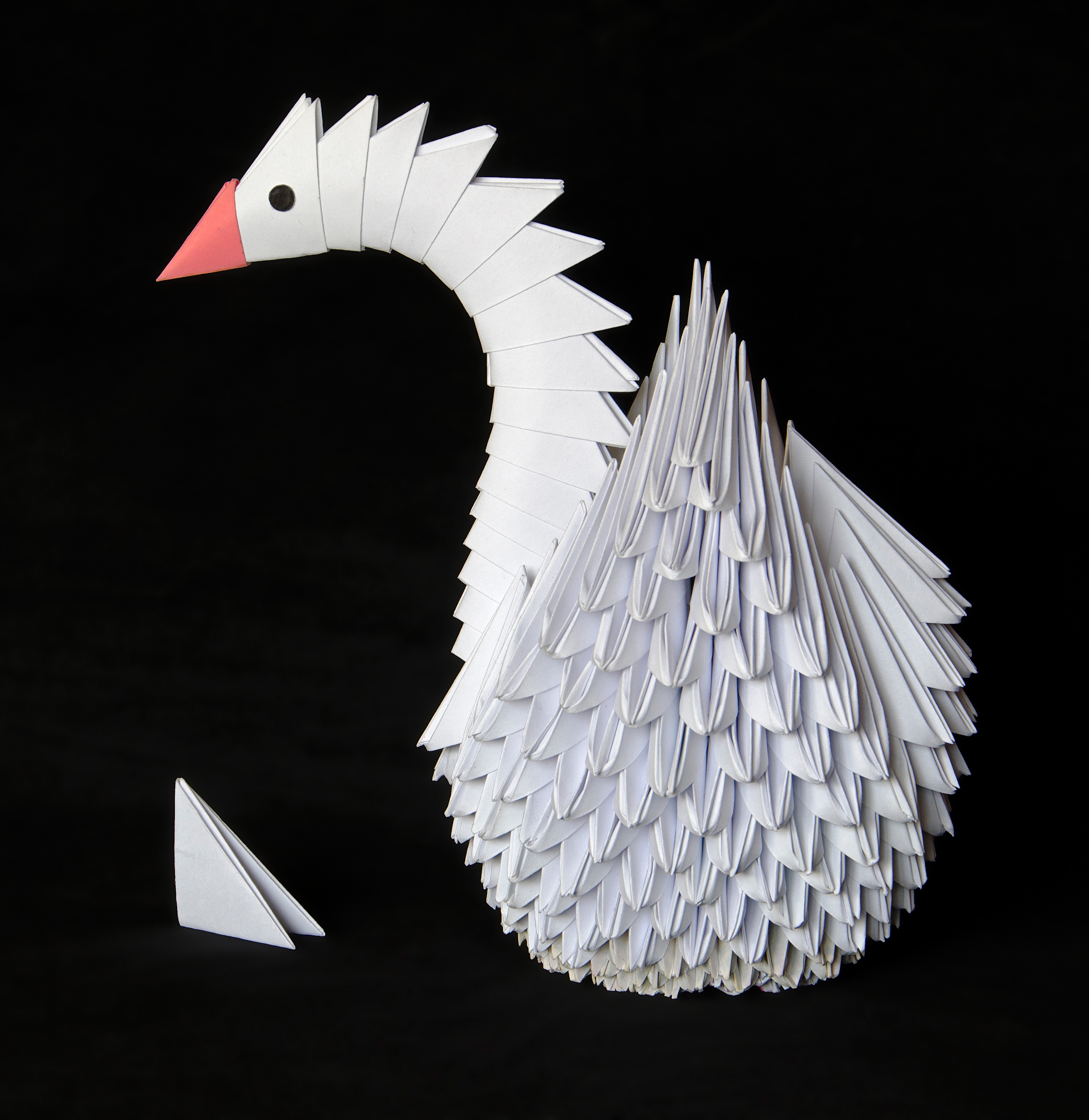
Modelo de origami modular.

El origami modular es una forma de papiroflexia que consiste en construir módulos de papel para ensamblar en un modelo final de 3 dimensiones, de forma normalmente muy compleja. Su origen sea seguramente el kusudama.
Utiliza dos o más hojas de papel para crear una estructura más grande y compleja de lo que sería posible con las técnicas de origami de una sola pieza. Cada hoja de papel individual se dobla en un módulo, o unidad, y luego los módulos se ensamblan en una forma plana integrada o una estructura tridimensional insertando solapas en los bolsillos creados por el proceso de plegado. Estas inserciones crean tensión o fricción que mantiene el modelo unido.

## Tipos
Técnica de realizar figuras u objetos con hojas de papel doblándolas sucesivas veces.
Se pueden utilizar técnicas modulares de origami para crear cajas con tapa que no sólo son hermosas sino también útiles como recipientes para regalos. 
Hay algunos origamis modulares que son aproximaciones de fractales, como la esponja de Menger. El origami macromodular es una forma de origami modular en el que los ensamblajes acabados se utilizan como bloques de construcción para crear estructuras integradas más grandes. Tales estructuras se describen en el libro de Tomoko Fuse, Unit Origami-Multidimensional Transformations (publicado en 1990).